# Битва при Лос-Ебенес
Битва при Лос-Ебенес (24 марта 1809 года) была столкновением полка польских уланов Вислинского легиона с несколькими полками испанской кавалерии, произошедшим неподалёку от испанской деревни (ныне муниципалитета) Лос-Ебенес. Польский полк во главе с полковником Яном Конопкой был неожиданно атакован и почти разбит численно превосходившими его испанскими войсками.

## Предыстория
20 марта польская дивизия генерала де Валанса из корпуса генерала Ораса Себастьяни покинула Толедо и направилась на юго-запад, чтобы захватить Андалусию. Вечером 23 марта они остановились для отдыха в городе Мора. Уланы (591 человек в 4 эскадронах) могли провести ночь в близлежащем Оргасе у подножия гор, но полковник Конопка выбрал вместо этого большую деревню Лос-Ебенес (также называемую Евенес или Ивенес), о которой поляки знали как о хорошем месте для отдыха по своим предыдущим патрулям в этом районе. Однако защиту здесь организовать было сложно. Очевидец, сержант полка Каэтан Войцеховский, писал:
Эта позиция была чрезвычайно опасна для кавалерии, потому что единственный выход из долины зигзагообразно проходил через гору, где нельзя было сделать ни шаг вправо, где над головами нависали высокие камни, ни влево, где лежала бездонная пропасть; и это был единственный путь, которым мы могли отступать при нападении врага.
Согласно этому описанию, место для ночлега было неудачным выбором, потому что оно могло легко превратиться в смертельную ловушку для спящих солдат, у которых не было места для построения к битве и не было безопасного пути отступления. Долина была достаточно обширной для сражения крупных войск, но для одного полка, сражавшегося против целой армии, это была очень невыгодная позиция.
Полковник Конопка, возможно, выбрал такое место для ночёвки, потому что ни французы, ни поляки не знали об испанских силах, сосредоточившихся поблизости. Отряды полка были расквартированы по всей деревне вместе с повозками обоза. В центре посёлка осталась пятая рота под командованием капитана Яна Шульца, которая дежурила этой ночью. Вокруг деревни были размещены аванпосты.

## Битва
Ночь 24-го была туманной. Часовые слышали подозрительные звуки и информировали о них полковника, но тот «успокоил всех своих офицеров, заверив их, что враг в нескольких днях пути отсюда, у реки Гвадиана»; он ошибался, так как перед ним в тумане скрывалась новая армия Ла-Манча под командованием графа де Картаохаля, который в семь часов утра развернул наступление на уланов, которые в тот момент только встали с постели.
Уланы 5-й роты сразу же начали сражение с врагом. Остальная часть полка в спешке строилась по эскадронам у церкви в центре села. Внезапно туман рассеялся, и поляки увидели плотные ряды испанской конницы, а также две батареи конной артиллерии. Полковник Конопка, видя большое превосходство противника, отдал единственно возможный приказ — отступать к основным французским силам.
Эскадроны развернулись и походной колонной устремились к Оргасу. Возглавляли колонну полковник и майор Анджей Рутти. 5-я рота защищала остальную часть колонны в качестве арьергарда.
Вскоре уланы во главе с Конопкой встретили два полка испанской конницы. Конопка закричал: «Вперёд, ребята!», и передовая 8-я рота опустила копья наизготовку и бросилась в бой. Дорогу на краю пропасти им преградил Королевский полк карабинеров (исп. carabineros reales), один из лучших полков в испанской армии.
Сражение было жестоким. Уланы, вооружённые копьями, доминировали на поле боя, а карабинеры, вооружённые мечами, были с самого начала обречены на поражение. В ужасной схватке, когда только несколько испанских солдат могли дать отпор атакующим полякам, карабинеры, зажатые между нападающими и следующим испанским полком, не имели никаких шансов. Некоторые в отчаянии прыгали в каменистую реку, другие пытались взобраться на скалистые склоны. Оставшиеся на дороге погибли.
Атака уланов застала врасплох испанских солдат, которые несколько мгновений назад были абсолютно уверены в своей победе. Теперь они начали отступать, а находящиеся в последних рядах в панике бежали. Уланы продолжали давить, и вскоре они добрались до более широкой части дороги. Там, оторвавшись от испанских солдат, они перешли на галоп.
Полковник Конопка вместе с майором Рутти и дюжиной уланов покинул полк, который наконец достиг открытого поля и начал строиться, чтобы дать отпор испанской коннице, выходившей из каньона. Польский полковник благополучно добрался до Моры, где остановились основные силы генерала Валанса, убеждённый в том, что полк погиб. Однако полк, возглавляемый командиром эскадрона капитаном Телесфором Костанецким, пробился сквозь ряды противника и окольным путём, через Консуэгру, прибыл через несколько часов в Мору.

## Итог
В битве под Лос-Ебенес полк польских уланов понёс значительные потери. Лейтенант Станислав Мощинский (Stanisław Moszyński) был убит. Капитаны Ян Шульц и Каэтан Стоковски, а также лейтенант Ставерски и хирург Ян Грилл, все раненые, были взяты в плен (отступление было настолько трудным, что полк не мог забрать своих раненых). Всего с 8 марта по 15 апреля полк потерял 89 человек. Вычтя из этого 47 взятых в плен и имея в виду, что последующие потери полка были незначительными, если таковые вообще были, оставшееся количество погибших уланов составляло 42, что, вероятно, и является числом убитых при столкновении в Лос-Ебенес.
Полк также потерял весь свой обоз, и вместе с ними все четыре знамени эскадронов, подаренные ему женой Наполеона Жозефиной де Богарне, когда полк всё ещё был в Италии в 1802 году. Утрата знамён была страшным позором для уланов. Они решили ради своей чести как можно скорее смыть его. Поражение уланов стало известно по всей Испании. Вероятно, это было их единственное поражение от испанских войск за всю Пиренейскую войну, которое по-настоящему оскорбило и опозорило их. В ближайшем будущем Пикадоры ада (исп. Los infernos picadores) с присущей им храбростью постарались вернуть себе прежнюю репутацию в рядах Armée d’Espagne.
Шанс отомстить пришёл очень скоро. 27 марта 1809 года в битве при Сьюдад-Реале они взяли мост, разбили четыре каре испанской пехоты и повергли их в бегство. На следующий день в битве при Санта-Крус-де-Мудела уланы, не дожидаясь остальных корпусов, снова разгромили те же самые испанские войска. 18 сентября 1809 года одно только присутствие «Уланов Ада» во время битвы при Оканье привело к тому, что тот же испанский полк карабинеров покинул поле битвы.
В начале мая полковник Конопка покинул полк и отправился во Францию. Некоторое время он оставался в Седане, который был резиденцией вербовочного эскадрона, и вернулся в полк через пятнадцать месяцев. Единственным последствием утери знамён стал отказ выдать полку новые (даже после их впечатляющей победы в битве при Ла-Альбуэра), но, как писал об этой битве Войцеховский: «Там мы закончили наше покаяние за утраченные в Иовенесе знамёна». 18 июня 1811 года полк был выведен из Вислинского легиона и переименован в 7-й полк шеволежеров-лансьеров регулярной французской армии.

## Судьба утерянных знамён
Войцеховский позже писал о судьбе потерянных знамён:
Соскочив с коня, я отвёл Казабана в сторону и спросил его, почему наш полковник, всегда такой храбрый и проницательный во всех предыдущих боях, сегодня совсем потерял голову и жалуется нашему генералу на то, что наш полк погиб. Генерал не понимал этих жалоб, потому что был уверен, что полк вне опасности. Казабан глубоко вздохнул, взял меня за руку и сказал:
— Вы, вероятно, правы, и наш полк вне опасности, но тем не менее случилось кое-что похуже. Мы потеряли знамя нашего полка, символ, который мы получили в Италии много лет назад во времена Французской революции. Символ, который Наполеон хотел изменить, когда стал императором, а полк воспротивился, потому что так сильно им гордился: этим символом были наши четыре знамени.
— Какого чёрта ты говоришь это мне? — крикнул я. — Я уверен, что мы оставили их на базе в Мадриде!
— Да, — сказал он, — чехлы и шесты остались там, но я собственноручно, в величайшей тайне, положил знамёна в седельную сумку, которая была в повозке полковника. Эта повозка осталась на другой стороне большой горы, и я уверен, что её захватили испанцы.

Я был ошеломлён. Я знал последствия этого происшествия для всего полка. В этом случае наш полк просто прозябал бы, и мы, уланы, какими бы храбрыми мы ни были, были бы лишены всех наград и повышений.
Действительно, полк потерял свои знамёна, нарушив приказ, согласно которому они должны были храниться в безопасности в тылу, на базе полка. В результате полк не был включён, несмотря на рекомендацию Иоахима Мюрата, в императорскую гвардию, и так и не получил новых знамён.
В своём докладе испанский командир граф Картаохаль написал 29 марта (опубликовано в испанских газетах 1 апреля) о потерях польских уланов:
98 человек, включая военнопленных и трёх офицеров, а также знамя, лошади, копья и снаряжение.
В более позднем донесении Верховной хунте Севильи он добавил:
В Лос-Ебенес было захвачено ещё два знамени польского полка; мы обнаружили [их] у офицера, убитого в бою.
Судя по его словам, Картаохаль захватил три из четырёх полковых знамён, и два из них были у улана, который, зная их ценность, пытался их спасти, но был убит во время боя. Четвёртое знамя, скорее всего, было сожжено вместе с повозкой из обоза, где никто не подумал его искать.
Судьба трёх знамён от конца битвы до того момента, когда два из них были вывешены в качестве трофеев в Королевской часовне собора Святого Франциска в Севилье, неясна, но некоторые сохранившиеся документы предлагают возможные гипотезы.
Вероятно, все три знамени хранились в штабе испанской армии, без какого-либо намерения выставлять их публично, вплоть до битвы при Ла-Альбуэра, когда британские союзники были «вырезаны» вислинскими уланами — теми же самыми, которые потеряли свои знамёна в битве при Лос-Ебенес. Вполне возможно, что испанское командование решило показать эти забытые знамёна в качестве знамён, взятых в Ла-Альбуэре, чтобы поднять боевой дух испанских войск.
Вероятно, именно так следует понимать слова о «захвате польских знамён Мурсийским полком» в докладе генерала Лардисабаля. Тем не менее, это заявление было ложным, так как испанцы не захватывали никаких знамён в Ла-Альбуэре и, в частности, ни одного знамени какого-либо эскадрона польских уланов. Поэтому в записке, скорее всего, упоминаются знамёна из Лос-Ебенес.
Семь дней спустя Себастьян Льано, адъютант испанского генерала Блейка, предстал перед кадисскими кортесами с трофеем — знаменем 3-го эскадрона — и сказал: «…из трёх знамён, захваченных у наших врагов, я имею честь представить Вашему Превосходительству это, как дань уважения нации, которую вы представляете». Это знамя было вывешено в церкви Сан-Фелипе-Нери в Кадисе, но позже исчезло без следа.
В 1889 году Дж. Гестосо из Севильи опубликовал в серии «Национальная слава» цветное изображение знамени 1-го эскадрона вместе с информацией о том, что оно хранится в «Королевской часовне святого Франциска в этом городе», как «реликвия» битвы при Байлене. Год спустя тот же автор в своём «Севильском путеводителе» упомянул о двух польских знамёнах в Королевской часовне, снова связав их с Байленом, не подозревая, что польские уланы не участвовали в этой битве; более того, все трофеи, захваченные во время этой битвы испанцами, были отобраны королём Жозефом Бонапартом в 1810 году.
Сегодня в соборе Севильи есть только знамя 2-го эскадрона. Знамя 1-го эскадрона было перемещено (при неясных обстоятельствах) около 1910 года в Музей Армии в Париже, где оно хранится без упоминания о том, что это трофей испанских войск.
Наконец, что касается судьбы полковника Конопки, который, вопреки чётким указаниям, разместил знамёна полка в обозе. Он многим рисковал, даже потерей своей должности, но, похоже, ничего не произошло: его поездка во Францию (несомненно, связанная с расследованием этого дела) заняла много времени, но без видимых последствий. После битвы при Ла-Альбуэра он был предположительно произведён в генералы и получил титула барон, но исчез из Вислинского легиона навсегда.
Вскоре, будучи гроссмайором, он стал инструктором в 1-м польском кавалерийском полку Императорской гвардии. Во время вторжения Наполеона в Россию он получил под командование недавно созданный 3-й гвардейский полк Литовской гвардии, но в октябре 1812 года, во время банкета в Слониме за день до похода, был взят в плен русскими. Тюремное заключение разрушило его здоровье, и он умер в середине января 1815 года, будучи только что назначенным бригадным генералом армии Царства Польского.